# Мирный (Чувашия)
Ми́рный (чув. Мирный) — посёлок в Ибресинском районе Чувашской Республики. Входит в состав Буинского сельского поселения.

## География
Находится в центральной части Чувашии на расстоянии приблизительно 14 км на юг по прямой от районного центра посёлка Ибреси.

## История
Основан официально в 1957 году. В 1979 году учтено 57 жителей, в 2002 году 9 дворов, в 2010 — 4 двора.

## Население
Население составляло 24 человека (чуваши 71 %) в 2002 году, 6 в 2010.